# Кубок північноірландської ліги з футболу 2019—2020
Кубок північноірландської ліги 2019–2020 (англ. BetMcLean League Cup) — 34-й розіграш Кубка північноірландської ліги. Титул вдруге здобув Колрейн.

## Календар
| Раунд        | Дата                       | Матчі | Клуби   |
| ------------ | -------------------------- | ----- | ------- |
| Перший раунд | 10 серпня 2019             | 4     | 36 → 32 |
| Другий раунд | 27 серпня - 4 вересня 2019 | 16    | 32 → 16 |
| Третій раунд | 8-23 жовтня 2019           | 8     | 16 → 8  |
| 1/4 фіналу   | 29 жовтня 2019             | 4     | 8 → 4   |
| 1/2 фіналу   | 3 грудня 2019              | 2     | 4 → 2   |
| Фінал        | 15 лютого 2020             | 1     | 2 → 1   |

## Перший раунд
| Команда 1              | Рахунок | Команда 2                     |
| ---------------------- | ------- | ----------------------------- |
| 10 серпня 2019         |         |                               |
| Балліклейр Комрадс (2) | 7:1     | Нокбреда (2)                  |
| Лофгол (2)             | 2:1     | Бенбрідж Таун (3)             |
| Армаг Сіті (3)         | 0:6     | Харленд-енд-Вульф Велдерс (2) |
| ПСНІ (2)               | 3:1     | Квінз Юніверсіті (2)          |

## Другий раунд
| Команда 1                  | Рахунок | Команда 2                     |
| -------------------------- | ------- | ----------------------------- |
| 27 серпня 2019             |         |                               |
| Лімаваді Юнайтед (3)       | 4:2     | Ардс (2)                      |
| Бангор (3)                 | 5:3 дч  | Каррік Рейнджерс              |
| Колрейн                    | 4:0     | Енней Юнайтед (3)             |
| Крузейдерс                 | +:-     | Лурган Селтік (3)             |
| Дандела (2)                | 6:0     | Тобермор Юнайтед (3)          |
| Данганнон Свіфтс           | 2:0     | Дергв'ю (2)                   |
| Гленавон                   | 4:1     | Портстюарт (3)                |
| Гленторан                  | 5:1     | Балліклейр Комрадс (2)        |
| Ворренпойнт Таун           | 2:4     | Харленд-енд-Вульф Велдерс (2) |
| Ларн                       | 3:0     | Лісберн Дістіллері (3)        |
| Лофгол (2)                 | 0:1     | Ньюрі Сіті АФК (2)            |
| Мойола Парк (3)            | 1:3     | Кліфтонвілль                  |
| Балліміна Юнайтед          | 3:0     | Ньюінгтон Юз (3)              |
| Портадаун (2)              | 1:2     | Доллінгстоун (3)              |
| 28 серпня 2019             |         |                               |
| Інститут                   | 3:2     | ПСНІ (2)                      |
| 4 вересня 2019             |         |                               |
| Баллінамаллард Юнайтед (2) | 4:5 дч  | Лінфілд                       |

## Третій раунд
| Команда 1            | Рахунок | Команда 2                     |
| -------------------- | ------- | ----------------------------- |
| 8 жовтня 2019        |         |                               |
| Лімаваді Юнайтед (3) | 1:4     | Крузейдерс                    |
| Колрейн              | 2:1     | Гленторан                     |
| Інститут             | 3:0     | Харленд-енд-Вульф Велдерс (2) |
| Ларн                 | 1:3     | Дандела (2)                   |
| Кліфтонвілль         | 3:2     | Бангор (3)                    |
| Балліміна Юнайтед    | 6:0     | Доллінгстоун (3)              |
| Данганнон Свіфтс     | 0:4     | Лінфілд                       |
| 23 жовтня 2019       |         |                               |
| Гленавон             | 2:3     | Ньюрі Сіті АФК (2)            |

## 1/4 фіналу
| Команда 1          | Рахунок | Команда 2    |
| ------------------ | ------- | ------------ |
| 29 жовтня 2019     |         |              |
| Балліміна Юнайтед  | 1:2 дч  | Крузейдерс   |
| Дандела (2)        | 1:5     | Колрейн      |
| Ньюрі Сіті АФК (2) | 0:1     | Інститут     |
| Лінфілд            | 1:0     | Кліфтонвілль |

## 1/2 фіналу
| Команда 1     | Рахунок | Команда 2 |
| ------------- | ------- | --------- |
| 3 грудня 2019 |         |           |
| Крузейдерс    | 2:0     | Інститут  |
| Лінфілд       | 0:3     | Колрейн   |

## Фінал
| 15 лютого 2020 21:30 (EEST) |

| Колрейн                        | 2:1      | Крузейдерс    |
| ------------------------------ | -------- | ------------- |
| Лоурі 37' (пен.) Маклафлін 52' | Протокол | Макгонігл 10' |

| Віндзор Парк, Белфаст Арбітр: Ян Макнабб |